# أسل أملس البذور
أسل أملس البذور (الاسم العلمي: Juncus leiospermus) نوع نباتي يتبع جنس الأسل وينتمي إلى الفصيلة الأسلية.